# Aleksandr Tichonov (biatleet)
Aleksandr Ivanovitsj Tichonov (Russisch: Александр Иванович Тихонов) (Uiskoje (Oblast Tsjeljabinsk), 2 januari 1947) is een Russisch biatleet die tussen 1968 en 1980 met de ploeg van de Sovjet-Unie vier keer olympisch goud behaalde. Na zijn carrière als actief sporter werd hij sportbestuurder. Sinds 2002 is hij vice-voorzitter van de Internationale Biatlonunie.

## Carrière
Tichonov werd geboren in Uiskoje, een dorp in de oblast Tsjeljabinsk in het zuiden van Rusland. Biatlon leerde hij bij Dynamo in Novosibirsk. In 1967 haalde Tichonov zijn eerste WK-medaille bij de WK in Altenberg in de toenmalige DDR. Zoals vrijwel al zijn medailles was dat met de ploeg van de Sovjet-Unie op de estafette.
Tichonov nam viermaal deel aan de Olympische Spelen. Hij won op al die spelen steeds goud op de estafette. Bij zijn eerste Spelen, in Grenoble behaalde Tichonov zijn enige individuele medaille, zilver op de 20 kilometer. Op de lijst van succesvolste medaillewinnaars op de Olympische Winterspelen, welke wordt aangevoerd door biatleet Ole Einar Bjørndalen, is hij de zesde biatleet, waarbij overigens in zijn tijd het aantal biatlon-onderdelen beperkt was.
Na zijn actieve loopbaan werd Tichonov sportbestuurder. Hij was voorzitter van de Russische Biatlonbond en vice-voorzitter van de IBU, de Internationale Biatlonunie. Hij werd in 2007 veroordeeld tot drie jaar gevangenisstraf wegens betrokkenheid bij het plannen van een moordaanslag op de gouverneur van de oblast Kemerovo, maar kreeg  direct amnestie waardoor hij op vrije voeten bleef.

## Resultaten

### Olympische Spelen
| Jaar | Plaats      | Resultaten                |
| ---- | ----------- | ------------------------- |
| 1968 | Grenoble    | 20 km · 4x10 km estafette |
| 1972 | Sapporo     | 4x10 km estafette         |
| 1976 | Innsbruck   | 4x10 km estafette         |
| 1980 | Lake Placid | 4x10 km estafette         |

- International Standard Name Identifier: 0000 0000 3654 4780
- Library of Congress Control Number: n2008003882
- Nationale Bibliotheek van Letland: 000224414
- Virtual International Authority File: 63474534
- WorldCat: E39PBJgRMdXKpXYfvcyGQBtdwC

1968: Tichonov, Poezanov, Mamatov, Goendartsev ·
1972:  Tichonov, Safin, Bjakov, Mamatov ·
1976: Jelizarov, Bjakov, Kroeglov sr., Tichonov ·
1980: Alikin, Tichonov, Barnasjov, Aljabjev ·
1984: Vasiljev, Kasjkarov, Šalna, Boeligin ·
1988: Vasiljev, Tsjepikov, Popov, Medvedtsev ·
1992: Groß, Steinigen, Kirchner, Fischer ·
1994: Groß, Luck, Kirchner, Fischer ·
1998: Groß, Sendel, Fischer, Luck ·
2002: Hanevold, Andresen, Gjelland, Bjørndalen ·
2006: Groß, Rösch, Fischer, Greis ·
2010: Hanevold, T. Bø, Svendsen, Bjørndalen ·
2014: Volkov, Oestjoegov, Malysjko, Sjipoelin ·
2018: Femling, Nelin, Samuelsson, Lindström ·
2022: Lægreid, T. Bø, J.T. Bø, Christiansen